# 스웨덴 기사원

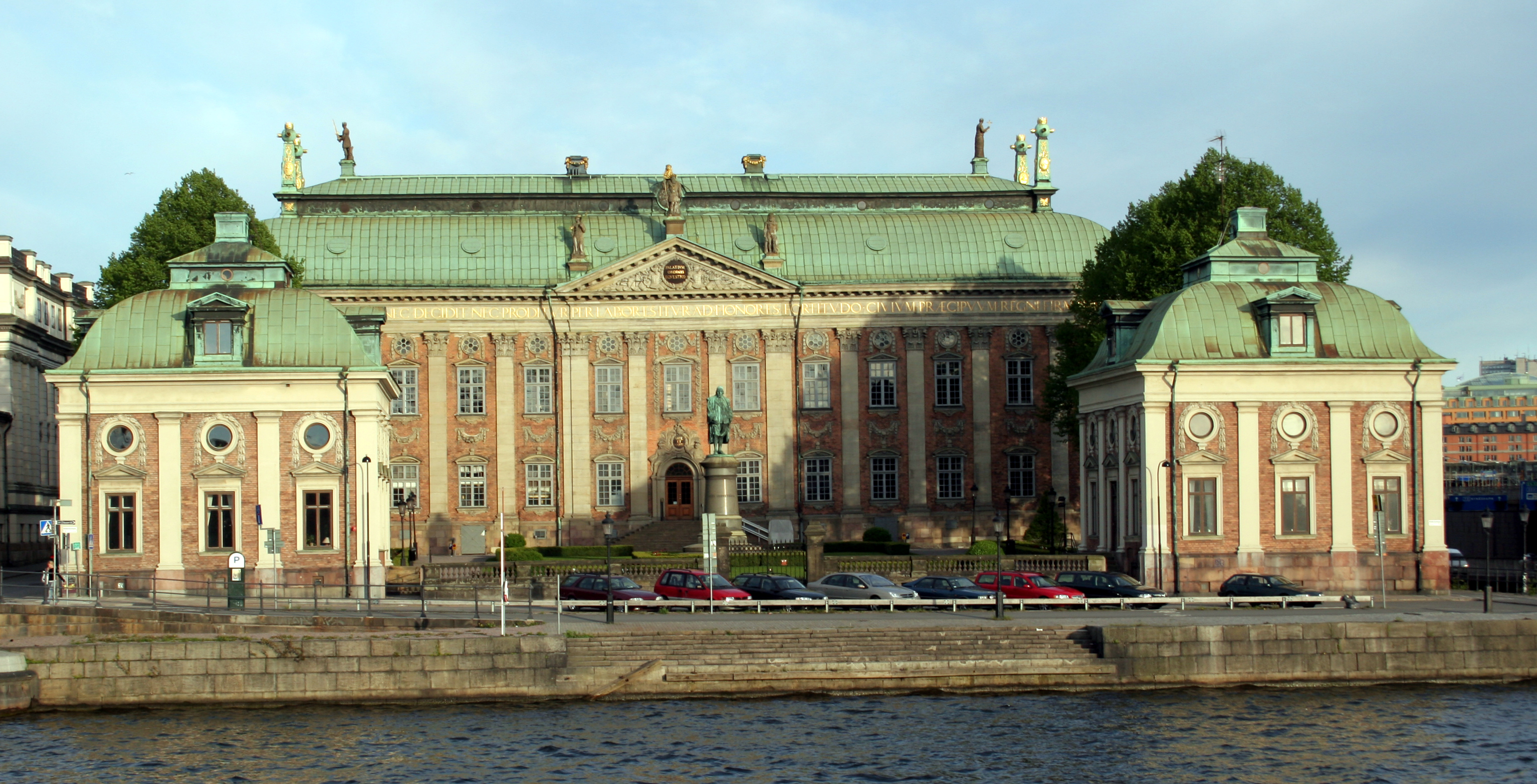

기사원(스웨덴어: Riddarhuset 리다르후세트[*])은 스웨덴 왕국 스톡홀름에 있는 법인이며, 그 법인이 입주한 건물이다. 스웨덴 귀족들에 관한 기록을 수집 보존하고 귀족들의 편에 서는 이익단체 노릇을 한다.
17세기에서 19세기까지는 스웨덴 사부회에서 귀족 부문을 담당하는 신분제 의회, 즉 영국 상원과 같은 혁할을 했다. 1866년 신분제의회가 현대적인 스웨덴 의회로 바뀌면서 기사원은 스웨덴 정부의 규제에 따라 귀족들의 이해를 대번하는 관변단체가 되었다.
스웨덴의 식민지였던 핀란드에도 핀란드 귀족들의 기사원이 있었다. 1809년 핀란드 전쟁에 따라 핀란드가 러시아의 식민지로 할양되면서 이쪽은 스웨덴의 의회개혁과는 단절된 채 1906년까지 신분제 의회인 핀란드 국회의 귀족부로서 기능을 계속했다.

## 같이 보기
- 핀란드 기사원